# ミチェル・アブレイユ
ミチェル・アブレイユ・マルティネス（Michel Abreu Martinez , 1979年1月2日 - ）は、キューバ共和国マタンサス州マタンサス出身の元プロ野球選手（内野手）。右投右打。
愛称は「アブちゃん」、または「あぶさん」。

## 経歴

### キューバ時代 - 亡命
1994 - 1995シーズンから2001 - 2002シーズンまでセリエ・ナシオナル・デ・ベイスボル（キューバ国内リーグ）のココドゥリロス・デ・マタンサスに所属。最終シーズンには自己最高の打率.356・本塁打23・打点82・OPS1.115で本塁打王のタイトルを獲得し、MVPを受賞した。8シーズン通算では打率.315・本塁打115・打点432の成績を残した。
野球キューバ代表の一員として1999年に日本を訪れている。同年3月28日と5月3日に開催されたボルチモア・オリオールズとの親善試合には出場はしなかったがメンバーに入り、11月の第14回インターコンチネンタルカップに出場した。しかしこの年以外はA代表としてプレーする事は無かった。オレステス・キンデラン引退後の正一塁手にはケンドリー・モラレスが定着した。
2004年2月にボートに乗ってキューバから亡命し、メキシコへ渡った。メキシコで数か月過ごしたが、在留資格の取得に必要な書類を入手する事ができなかった。代理人を変更し、亡命から18か月後の2005年9月にコスタリカで居住権を確立した。

### レッドソックス傘下時代
2005年9月8日にMLBのボストン・レッドソックスと契約金42万5000ドルのマイナー契約を結んだ。しかし1999年のオリオールズとの親善試合における選手名簿には「1975年2月8日生まれ」と記載されていた事が判明し、年齢を4歳偽っていたとして同月29日に契約は無効とされた。

### メッツ傘下時代
2006年1月にニューヨーク・メッツとマイナー契約を結んだ。この年はAA級ビンガムトンで111試合で打率.332・本塁打17・打点70を記録し、首位打者のタイトルを獲得した。
しかし2007年は就労ビザの期限満了による居住権の問題から、試合に出場する機会を逃してしまった。
2008年はシーズン序盤からAAA級ニューオーリンズでプレーしたが、MLBへの昇格は果たせなかった。
2009年はAAA級バッファローに所属、シーズン中に骨折して56試合で打率.228・本塁打4の成績に終わり、このシーズン限りで契約が解除された。同年シーズンオフにプレーしたプエルトリコのウィンターリーグ（リーガ・デ・ベイスボル・プロフェシオナル・デ・プエルトリコ）では36試合で打率.351・本塁打12・打点42を記録し、MVPを受賞した。

### メキシカンリーグ時代
2010年と2011年はメキシカンリーグのタバスコ・キャトルメンでプレーし、2011年は101試合で打率.339・本塁打21・打点82を記録した。
2012年はモンテレイ・サルタンズに所属。108試合で打率.371・本塁打29・打点106・OPS1.153を記録し、本塁打王と打点王の二冠に輝き、MVPを受賞した。

### 日本ハム時代
2013年2月9日から日本プロ野球の北海道日本ハムファイターズの春季キャンプで入団テストを受け、2月19日に日本ハムへの入団が発表された。
同年3月29日のシーズン開幕戦（対埼玉西武ライオンズ戦）に6番・指名打者として先発出場。シーズン第3戦の3月31日（同）に完封まであとアウト1つまで迫っていた十亀剣から日本での初本塁打を記録した。その後は中田翔と共にクリーンナップの一角を担い、8月21日に中田が左手を骨折して離脱した後は4番に座った。厳しいマークもあって14試合本塁打無しの不振に陥ったりもしたが、9月29日に30号と31号本塁打の1試合2本塁打を放ち、2位の離脱中の中田との差を3本差に広げた。同年のパシフィック・リーグでは唯一の30本塁打以上であり、本塁打王となった。日本球界1年目のパ・リーグでの外国人選手の本塁打王は1977年のレロン・リー、1997年のナイジェル・ウィルソンに次いで史上3人目。
2014年は前年度の活躍が評価され、主軸として期待されたが、オフでの調整不足が祟り、腰部の違和感を訴え離脱し、開幕は一軍スタートとなったものの開幕翌日に登録を抹消される。その後4月7日（日本時間8日）にアメリカフロリダ州の病院でMRI検査を受けたところ、軽度の腰椎ヘルニアと診断され、アメリカに滞在しながら1カ月間のリハビリを行う見通しとなった。7月26日にようやく一軍へ復帰したが、腰痛の悪化でわずか6試合に出場しただけで再び登録を抹消。8月21日に退団とウェイバー公示にかけられたことが球団から発表された。

### 日本ハム退団後
日本ハムでプレーしたのを最後に現役を引退し、2017年から2018年までトロント・ブルージェイズ傘下A+級ダニーデン・ブルージェイズで打撃コーチを務め、2019年は傘下ルーキー級ガルフ・コーストリーグ・ブルージェイズの打撃コーチを務めた。

## 選手としての特徴
MLB経験は無いが、マイナーリーグ3年間で通算36本塁打、メキシカンリーグ3年間で通算67本塁打を誇る長打力が持ち味。選球眼も良く、メキシカンリーグ時代には2年連続でIsoDが.100前後であり、OPSも1.000を超える値を記録している。
真面目で練習熱心であり、日本ハム入団当初は日本人投手の低めへの変化球に苦しんだ際には配球を勉強したり、ミスが目立ってくるとビデオでフォームを見直したりと修正の意識が高い。

## 人物
かつて中日ドラゴンズに所属していたビクトル・ディアスとは親交が深く、日本ハムのテストを受ける事が決まった際にはディアスに日本球界について教えてもらっていた。
応援歌はエリック・アルモンテのものが流用されている。
バナナ、エビの天ぷらと白いご飯が大好物である。また、3月上旬に初めて札幌を訪れた際には初めて見る雪に驚き、写真を撮って家族にメールを送ったという。
2013年シーズン終盤から祖国キューバへ寄贈するためにグラブやバットなどの野球用具の提供を同僚へ呼びかけており、理解を示してくれた仲間から多くの寄付が集まった。同年1月に亡命者の帰国について規制緩和が施行され、キューバへの帰国が可能になっていた。

## 詳細情報

### 年度別打撃成績（2000-01年以降）
| 年 度     | 球 団    | 試 合 | 打 席 | 打 数 | 得 点 | 安 打 | 二 塁 打 | 三 塁 打 | 本 塁 打 | 塁 打 | 打 点 | 盗 塁 | 盗 塁 死 | 犠 打 | 犠 飛 | 四 球 | 敬 遠 | 死 球 | 三 振 | 併 殺 打 | 打 率 | 出 塁 率 | 長 打 率 | O P S |
| --------- | -------- | ----- | ----- | ----- | ----- | ----- | -------- | -------- | -------- | ----- | ----- | ----- | -------- | ----- | ----- | ----- | ----- | ----- | ----- | -------- | ----- | -------- | -------- | ----- |
| 2000-2001 | MAT      | 81    | 354   | 301   | 55    | 97    | 16       | 0        | 22       | 179   | 74    | 0     | 0        | 0     | 3     | 46    | 4     | 4     | 57    | 20       | .322  | .415     | .595     | 1.010 |
| 2001-2002 | MAT      | 88    | 387   | 320   | 78    | 114   | 22       | 1        | 23       | 207   | 82    | 1     | 0        | 0     | 0     | 61    | 5     | 6     | 64    | 7        | .356  | .468     | .647     | 1.115 |
| 2013      | 日本ハム | 138   | 571   | 504   | 59    | 143   | 19       | 0        | 31       | 255   | 95    | 0     | 1        | 0     | 6     | 57    | 0     | 4     | 132   | 14       | .284  | .357     | .506     | .863  |
| 2014      | 日本ハム | 6     | 22    | 19    | 2     | 4     | 0        | 0        | 1        | 7     | 1     | 0     | 0        | 0     | 0     | 3     | 0     | 0     | 7     | 0        | .211  | .318     | .368     | .687  |
| CNS：2年  | CNS：2年 | 169   | 741   | 621   | 133   | 211   | 38       | 1        | 45       | 386   | 156   | 1     | 0        | 0     | 3     | 107   | 9     | 10    | 121   | 27       | .340  | .443     | .622     | 1.064 |
| NPB：2年  | NPB：2年 | 144   | 593   | 523   | 61    | 147   | 19       | 0        | 32       | 262   | 96    | 0     | 1        | 0     | 6     | 60    | 0     | 4     | 139   | 14       | .281  | .356     | .501     | .860  |

- 各年度の太字はリーグ最高
- キューバで通常用いられる個人通算成績は、プレーオフや選抜リーグなども合算するため、この表の合計とは一致しない

### 選抜含むキューバリーグ通算打撃成績
8シーズン 打率.315、出塁率.427、長打率.523、OPS.950、638試合、打数2194、安打691、二塁打105、三塁打3、四球399（故意四球36）、死球41、三振418、本塁打115、打点432、盗塁3（盗塁刺4）

### 獲得タイトル・表彰
NPB
- 本塁打王：1回（2013年）
- ベストナイン：1回（2013年）

CNS
- 本塁打王：1回（2002年）
- 最優秀選手：1回（2002年）

### 記録
NPB
- 初出場・初先発出場：2013年3月29日、対埼玉西武ライオンズ1回戦（西武ドーム）、6番・指名打者で先発出場
- 初打席：同上、2回表に岸孝之から空振り三振
- 初安打：2013年3月31日、対埼玉西武ライオンズ3回戦（西武ドーム）、4回表に十亀剣から二塁打
- 初打点・初本塁打：同上、9回表に十亀剣から2ラン

### 背番号
- 42 （2013年 - 2014年途中）